# ATP Cup 2021
ATP Cup 2021 là một giải quần vợt nam quốc tế thi đấu trên mặt sân cứng ngoài trời được tổ chức bởi Hiệp hội Quần vợt Chuyên nghiệp (ATP). Đây là lần thứ 2 giải ATP Cup được tổ chức. Giải đấu được diễn ra tại Melbourne Park ở Úc từ ngày 2 đến ngày 7 tháng 2 năm 2021, với tổng cộng 12 đội tham dự.
Giải đấu ban đầu có 24 đội tham dự, dự định diễn ra ở Brisbane, Perth và Sydney từ ngày 1 đến ngày 10 tháng 1 năm 2021, nhưng sau đó vì ảnh hưởng của đại dịch COVID-19 đã khiến cho kế hoạch bị thay đổi. Cũng sau một ca nhiễm COVID-19 tại một khách sạn cách ly giải đấu, tất cả các trận đấu trong ngày 4 tháng 2 đã bị hoãn.
Serbia là đương kim vô địch, nhưng bị loại ở vòng bảng. Nga vô địch giải đấu, đánh bại Ý 2–0 trong trận chung kết.

## Điểm xếp hạng ATP
| Thể loại | Xếp hạng của tay vợt | Vòng      | Điểm mỗi trận thắng vs. xếp hạng của đối thủ | Điểm mỗi trận thắng vs. xếp hạng của đối thủ | Điểm mỗi trận thắng vs. xếp hạng của đối thủ | Điểm mỗi trận thắng vs. xếp hạng của đối thủ | Điểm mỗi trận thắng vs. xếp hạng của đối thủ | Điểm mỗi trận thắng vs. xếp hạng của đối thủ | Điểm mỗi trận thắng vs. xếp hạng của đối thủ |
| Thể loại | Xếp hạng của tay vợt | Vòng      | Số 1–10                                      | Số 11–20                                     | Số 21–30                                     | Số 31–50                                     | Số 51–100                                    | Số 101–250                                   | Số 251+                                      |
| -------- | -------------------- | --------- | -------------------------------------------- | -------------------------------------------- | -------------------------------------------- | -------------------------------------------- | -------------------------------------------- | -------------------------------------------- | -------------------------------------------- |
| Đơn      | Số 1–250             | Chung kết | 220                                          | 180                                          | 140                                          | 100                                          | 75                                           | 45                                           | 30                                           |
| Đơn      | Số 1–250             | Bán kết   | 150                                          | 130                                          | 100                                          | 70                                           | 45                                           | 30                                           | 20                                           |
| Đơn      | Số 1–250             | Vòng bảng | 75                                           | 65                                           | 50                                           | 35                                           | 25                                           | 20                                           | 15                                           |
| Đơn      | Số 251+              | Chung kết | 55                                           | 55                                           | 55                                           | 55                                           | 55                                           | 45                                           | 30                                           |
| Đơn      | Số 251+              | Bán kết   | 45                                           | 45                                           | 45                                           | 45                                           | 45                                           | 30                                           | 20                                           |
| Đơn      | Số 251+              | Vòng bảng | 25                                           | 25                                           | 25                                           | 25                                           | 25                                           | 15                                           | 10                                           |
| Đôi      | Bất kỳ               | Chung kết | 100                                          | 100                                          | 100                                          | 100                                          | 100                                          | 100                                          | 100                                          |
| Đôi      | Bất kỳ               | Bán kết   | 75                                           | 75                                           | 75                                           | 75                                           | 75                                           | 75                                           | 75                                           |
| Đôi      | Bất kỳ               | Vòng bảng | 50                                           | 50                                           | 50                                           | 50                                           | 50                                           | 50                                           | 50                                           |

- Tối đa 500 điểm cho tay vợt đơn bất bại, 250 điểm cho đôi.[7]

## Tham dự
Có tất cả 12 quốc gia tham dự giải đấu, trong đó nước chủ nhà Úc được đặc cách. Thụy Sĩ đã rút lui sau khi Roger Federer rút lui do chấn thương đầu gối.
| #       | Quốc gia    | Tay vợt số 1       | Xếp hạng | Tay vợt số 2          | Xếp hạng | Tay vợt số 3        | Tay vợt số 4             | Đội trưởng            |
| ------- | ----------- | ------------------ | -------- | --------------------- | -------- | ------------------- | ------------------------ | --------------------- |
| 1       | Serbia      | Novak Djokovic     | 1        | Dušan Lajović         | 26       | Filip Krajinović    | Nikola Ćaćić             | Viktor Troicki        |
| 2       | Tây Ban Nha | Rafael Nadal       | 2        | Roberto Bautista Agut | 13       | Pablo Carreño Busta | Marcel Granollers        | Pepe Vendrell         |
| 3       | Áo          | Dominic Thiem      | 3        | Dennis Novak          | 100      | Philipp Oswald      | Tristan-Samuel Weissborn | Wolfgang Thiem        |
| 4       | Nga         | Daniil Medvedev    | 4        | Andrey Rublev         | 8        | Aslan Karatsev      | Evgeny Donskoy           | Evgeny Donskoy        |
| 5       | Hy Lạp      | Stefanos Tsitsipas | 6        | Michail Pervolarakis  | 462      | Markos Kalovelonis  | Petros Tsitsipas         | Apostolos Tsitsipas   |
| 6       | Đức         | Alexander Zverev   | 7        | Jan-Lennard Struff    | 37       | Kevin Krawietz      | Andreas Mies             | Mischa Zverev         |
| 7       | Argentina   | Diego Schwartzman  | 9        | Guido Pella           | 44       | Horacio Zeballos    | Máximo González          | Diego Schwartzman     |
| 8       | Ý           | Matteo Berrettini  | 10       | Fabio Fognini         | 17       | Simone Bolelli      | Andrea Vavassori         | Vincenzo Santopadre   |
| 9       | Nhật Bản    | Kei Nishikori      | 10 (PR)  | Yoshihito Nishioka    | 57       | Ben McLachlan       | Toshihide Matsui         | Max Mirnyi            |
| 10      | Pháp        | Gaël Monfils       | 11       | Benoît Paire          | 28       | Nicolas Mahut       | Édouard Roger-Vasselin   | Richard Ruckelshausen |
| 11      | Canada      | Denis Shapovalov   | 12       | Milos Raonic          | 14       | Steven Diez         | Peter Polansky           | Peter Polansky        |
| 12 (WC) | Úc          | Alex de Minaur     | 23       | John Millman          | 38       | John Peers          | Luke Saville             | Lleyton Hewitt        |

- Bảng xếp hạng vào ngày 1 tháng 2 năm 2021.

## Vòng bảng
12 đội được chia vào 4 bảng đấu, mỗi bảng 3 đội thi đấu vòng tròn. Đội đứng đầu mỗi bảng sẽ vào vòng bán kết.
|  | Đi tiếp vào vòng đấu loại trực tiếp |
|  | Bị loại                             |

### Tóm tắt
T = Thành tích, M = Trận, S = Sets
| Bảng | Vị trí sô 1 | Vị trí sô 1 | Vị trí sô 1 | Vị trí sô 1 | Vị trí số 2 | Vị trí số 2 | Vị trí số 2 | Vị trí số 2 | Vị trí số 3 | Vị trí số 3 | Vị trí số 3 | Vị trí số 3 |
| Bảng | Quốc gia    | T           | M           | S           | Quốc gia    | T           | M           | S           | Quốc gia    | T           | M           | S           |
| ---- | ----------- | ----------- | ----------- | ----------- | ----------- | ----------- | ----------- | ----------- | ----------- | ----------- | ----------- | ----------- |
| A    | Đức         | 2–0         | 4–2         | 10–7        | Serbia      | 1–1         | 3–3         | 8–7         | Canada      | 0–2         | 2–4         | 5–9         |
| B    | Tây Ban Nha | 1–1         | 4–2         | 8–3         | Hy Lạp      | 1–1         | 3–3         | 5–6         | Úc          | 1–1         | 2–4         | 5–9         |
| C    | Ý           | 2–0         | 4–2         | 8–4         | Pháp        | 1–1         | 3–3         | 6–4         | Áo          | 0–2         | 2–4         | 2–8         |
| D    | Nga         | 2–0         | 4–2         | 9–4         | Argentina   | 1–1         | 4–2         | 8–5         | Nhật Bản    | 0–2         | 1–5         | 3–11        |

### Bảng A
| Vị trí | Quốc gia | Thành tích | Trận | Sets | S %  | Games | G %  |
| ------ | -------- | ---------- | ---- | ---- | ---- | ----- | ---- |
| 1      | Đức      | 2–0        | 4–2  | 10–7 | 58.8 | 88–87 | 50.3 |
| 2      | Serbia   | 1–1        | 3–3  | 8–7  | 53.3 | 80–75 | 51.6 |
| 3      | Canada   | 0–2        | 2–4  | 5–9  | 35.7 | 75–81 | 48.1 |

#### Serbia vs. Canada
| · Serbia · 2 | 2 tháng 2 năm 2021 | 2 tháng 2 năm 2021                                                | · Canada · 1 |      |   |  |
| \| \| \| \| 1 \| 2 \| 3 \| \| \| - \| \| ----------------------------------------------------------------- \| --- \| ---- \| - \| \| \| 1 \| \| Dušan Lajović Milos Raonic \| 3 6 \| 4 6 \| \| \| \| 2 \| \| Novak Djokovic Denis Shapovalov \| 7 5 \| 7 5 \| \| \| \| 3 \| \| Novak Djokovic / Filip Krajinović Milos Raonic / Denis Shapovalov \| 7 5 \| 7 64 \| \| \| |                    |                                                                   |              |      |   |  |
| |                    |                                                                   | 1            | 2    | 3 |  |
| 1 | Serbia · Canada    | Dušan Lajović Milos Raonic                                        | 3 6          | 4 6  |   |  |
| 2 | Serbia · Canada    | Novak Djokovic Denis Shapovalov                                   | 7 5          | 7 5  |   |  |
| 3 | Serbia · Canada    | Novak Djokovic / Filip Krajinović Milos Raonic / Denis Shapovalov | 7 5          | 7 64 |   |  |

#### Đức vs. Canada
| · Đức · 2 | 3 tháng 2 năm 2021 | 3 tháng 2 năm 2021                                               | · Canada · 1 |       |          |  |
| \| \| \| \| 1 \| 2 \| 3 \| \| \| - \| \| ---------------------------------------------------------------- \| ---- \| ----- \| -------- \| \| \| 1 \| \| Jan-Lennard Struff Milos Raonic \| 7 64 \| 7 62 \| \| \| \| 2 \| \| Alexander Zverev Denis Shapovalov \| 65 7 \| 6 3 \| 7 64 \| \| \| 3 \| \| Kevin Krawietz / Jan-Lennard Struff Steven Diez / Peter Polansky \| 64 7 \| 78 66 \| [3] [10] \| \| |                    |                                                                  |              |       |          |  |
| |                    |                                                                  | 1            | 2     | 3        |  |
| 1 | Đức · Canada       | Jan-Lennard Struff Milos Raonic                                  | 7 64         | 7 62  |          |  |
| 2 | Đức · Canada       | Alexander Zverev Denis Shapovalov                                | 65 7         | 6 3   | 7 64     |  |
| 3 | Đức · Canada       | Kevin Krawietz / Jan-Lennard Struff Steven Diez / Peter Polansky | 64 7         | 78 66 | [3] [10] |  |

#### Serbia vs. Đức
| · Serbia · 1 | 5 tháng 2 năm 2021 | 5 tháng 2 năm 2021                                                  | · Đức · 2 |     |          |  |
| \| \| \| \| 1 \| 2 \| 3 \| \| \| - \| \| ------------------------------------------------------------------- \| ---- \| --- \| -------- \| \| \| 1 \| \| Dušan Lajović Jan-Lennard Struff \| 6 3 \| 3 6 \| 4 6 \| \| \| 2 \| \| Novak Djokovic Alexander Zverev \| 63 7 \| 6 2 \| 7 5 \| \| \| 3 \| \| Nikola Ćaćić / Novak Djokovic Jan-Lennard Struff / Alexander Zverev \| 64 7 \| 7 5 \| [7] [10] \| \| |                    |                                                                     |           |     |          |  |
| |                    |                                                                     | 1         | 2   | 3        |  |
| 1 | Serbia · Đức       | Dušan Lajović Jan-Lennard Struff                                    | 6 3       | 3 6 | 4 6      |  |
| 2 | Serbia · Đức       | Novak Djokovic Alexander Zverev                                     | 63 7      | 6 2 | 7 5      |  |
| 3 | Serbia · Đức       | Nikola Ćaćić / Novak Djokovic Jan-Lennard Struff / Alexander Zverev | 64 7      | 7 5 | [7] [10] |  |

### Bảng B
| Vị trí | Quốc gia    | Thành tích | Trận | Sets | S %  | Games | G %  |
| ------ | ----------- | ---------- | ---- | ---- | ---- | ----- | ---- |
| 1      | Tây Ban Nha | 1–1        | 4–2  | 8–3  | 72.7 | 63–50 | 55.8 |
| 2      | Hy Lạp      | 1–1        | 3–3  | 5–6  | 45.5 | 48–53 | 47.5 |
| 3      | Úc          | 1–1        | 2–4  | 5–9  | 35.7 | 60–68 | 46.9 |

#### Tây Ban Nha vs. Úc
| · Tây Ban Nha · 3 | 2 tháng 2 năm 2021 | 2 tháng 2 năm 2021                                                | · Úc · 0 |     |     |  |
| \| \| \| \| 1 \| 2 \| 3 \| \| \| - \| \| ----------------------------------------------------------------- \| --- \| --- \| --- \| \| \| 1 \| \| Pablo Carreño Busta John Millman \| 6 2 \| 6 4 \| \| \| \| 2 \| \| Roberto Bautista Agut Alex de Minaur \| 4 6 \| 6 4 \| 6 4 \| \| \| 3 \| \| Pablo Carreño Busta / Marcel Granollers John Peers / Luke Saville \| 6 4 \| 7 5 \| \| \| |                    |                                                                   |          |     |     |  |
| |                    |                                                                   | 1        | 2   | 3   |  |
| 1 | Tây Ban Nha · Úc   | Pablo Carreño Busta John Millman                                  | 6 2      | 6 4 |     |  |
| 2 | Tây Ban Nha · Úc   | Roberto Bautista Agut Alex de Minaur                              | 4 6      | 6 4 | 6 4 |  |
| 3 | Tây Ban Nha · Úc   | Pablo Carreño Busta / Marcel Granollers John Peers / Luke Saville | 6 4      | 7 5 |     |  |

#### Hy Lạp vs. Úc
| · Hy Lạp · 1 | 3 tháng 2 năm 2021 | 3 tháng 2 năm 2021                                                  | · Úc · 2 |     |          |  |
| \| \| \| \| 1 \| 2 \| 3 \| \| \| - \| \| ------------------------------------------------------------------- \| --- \| --- \| -------- \| \| \| 1 \| \| Michail Pervolarakis John Millman \| 2 6 \| 3 6 \| \| \| \| 2 \| \| Stefanos Tsitsipas Alex de Minaur \| 6 3 \| 7 5 \| \| \| \| 3 \| \| Michail Pervolarakis / Stefanos Tsitsipas John Peers / Luke Saville \| 3 6 \| 6 4 \| [5] [10] \| \| |                    |                                                                     |          |     |          |  |
| |                    |                                                                     | 1        | 2   | 3        |  |
| 1 | Hy Lạp · Úc        | Michail Pervolarakis John Millman                                   | 2 6      | 3 6 |          |  |
| 2 | Hy Lạp · Úc        | Stefanos Tsitsipas Alex de Minaur                                   | 6 3      | 7 5 |          |  |
| 3 | Hy Lạp · Úc        | Michail Pervolarakis / Stefanos Tsitsipas John Peers / Luke Saville | 3 6      | 6 4 | [5] [10] |  |

#### Tây Ban Nha vs. Hy Lạp
| · Tây Ban Nha · 1 | 5 tháng 2 năm 2021   | 5 tháng 2 năm 2021                                                              | · Hy Lạp · 2 |     |   |         |
| \| \| \| \| 1 \| 2 \| 3 \| \| \| - \| \| ------------------------------------------------------------------------------- \| --- \| --- \| - \| ------- \| \| 1 \| \| Pablo Carreño Busta Michail Pervolarakis \| 6 3 \| 6 4 \| \| \| \| 2 \| \| Roberto Bautista Agut Stefanos Tsitsipas \| 5 7 \| 5 7 \| \| \| \| 3 \| \| Pablo Carreño Busta / Marcel Granollers Markos Kalovelonis / Stefanos Tsitsipas \| 0 1 \| \| \| bỏ cuộc \| |                      |                                                                                 |              |     |   |         |
| |                      |                                                                                 | 1            | 2   | 3 |         |
| 1 | Tây Ban Nha · Hy Lạp | Pablo Carreño Busta Michail Pervolarakis                                        | 6 3          | 6 4 |   |         |
| 2 | Tây Ban Nha · Hy Lạp | Roberto Bautista Agut Stefanos Tsitsipas                                        | 5 7          | 5 7 |   |         |
| 3 | Tây Ban Nha · Hy Lạp | Pablo Carreño Busta / Marcel Granollers Markos Kalovelonis / Stefanos Tsitsipas | 0 1          |     |   | bỏ cuộc |

Chú thích: Theo quy định của ATP Cup, trận đấu bỏ cuộc không được tính vào tỷ lệ phần trăm của sets và games.

### Bảng C
| Vị trí | Quốc gia | Thành tích | Trận | Sets | S %  | Games | G %  |
| ------ | -------- | ---------- | ---- | ---- | ---- | ----- | ---- |
| 1      | Ý        | 2–0        | 4–2  | 8–4  | 66.7 | 61–48 | 56.0 |
| 2      | Pháp     | 1–1        | 3–3  | 6–4  | 60.0 | 50–46 | 52.1 |
| 3      | Áo       | 0–2        | 2–4  | 2–8  | 20.0 | 37–54 | 40.7 |

#### Áo vs. Ý
| · Áo · 1 | 2 tháng 2 năm 2021 | 2 tháng 2 năm 2021                                             | · Ý · 2 |     |   |  |
| \| \| \| \| 1 \| 2 \| 3 \| \| \| - \| \| -------------------------------------------------------------- \| --- \| --- \| - \| \| \| 1 \| \| Dennis Novak Fabio Fognini \| 6 3 \| 6 2 \| \| \| \| 2 \| \| Dominic Thiem Matteo Berrettini \| 2 6 \| 4 6 \| \| \| \| 3 \| \| Dennis Novak / Dominic Thiem Matteo Berrettini / Fabio Fognini \| 1 6 \| 4 6 \| \| \| |                    |                                                                |         |     |   |  |
| |                    |                                                                | 1       | 2   | 3 |  |
| 1 | Áo · Ý             | Dennis Novak Fabio Fognini                                     | 6 3     | 6 2 |   |  |
| 2 | Áo · Ý             | Dominic Thiem Matteo Berrettini                                | 2 6     | 4 6 |   |  |
| 3 | Áo · Ý             | Dennis Novak / Dominic Thiem Matteo Berrettini / Fabio Fognini | 1 6     | 4 6 |   |  |

#### Ý vs. Pháp
| · Ý · 2 | 3 tháng 2 năm 2021 | 3 tháng 2 năm 2021                                                       | · Pháp · 1 |      |   |  |
| \| \| \| \| 1 \| 2 \| 3 \| \| \| - \| \| ------------------------------------------------------------------------ \| --- \| ---- \| - \| \| \| 1 \| \| Fabio Fognini Benoît Paire \| 6 1 \| 7 62 \| \| \| \| 2 \| \| Matteo Berrettini Gaël Monfils \| 6 4 \| 6 2 \| \| \| \| 3 \| \| Simone Bolelli / Andrea Vavassori Nicolas Mahut / Édouard Roger-Vasselin \| 3 6 \| 4 6 \| \| \| |                    |                                                                          |            |      |   |  |
| |                    |                                                                          | 1          | 2    | 3 |  |
| 1 | Ý · Pháp           | Fabio Fognini Benoît Paire                                               | 6 1        | 7 62 |   |  |
| 2 | Ý · Pháp           | Matteo Berrettini Gaël Monfils                                           | 6 4        | 6 2  |   |  |
| 3 | Ý · Pháp           | Simone Bolelli / Andrea Vavassori Nicolas Mahut / Édouard Roger-Vasselin | 3 6        | 4 6  |   |  |

#### Áo vs. Pháp
| · Áo · 1 | 5 tháng 2 năm 2021 | 5 tháng 2 năm 2021                                                               | · Pháp · 2 |     |   |         |
| \| \| \| \| 1 \| 2 \| 3 \| \| \| - \| \| -------------------------------------------------------------------------------- \| ---- \| --- \| - \| ------- \| \| 1 \| \| Dennis Novak Nicolas Mahut \| 62 7 \| 2 6 \| \| \| \| 2 \| \| Dominic Thiem Benoît Paire \| 6 1 \| 0 \| \| bỏ cuộc \| \| 3 \| \| Philipp Oswald / Tristan-Samuel Weissborn Nicolas Mahut / Édouard Roger-Vasselin \| 3 6 \| 3 6 \| \| \| |                    |                                                                                  |            |     |   |         |
| |                    |                                                                                  | 1          | 2   | 3 |         |
| 1 | Áo · Pháp          | Dennis Novak Nicolas Mahut                                                       | 62 7       | 2 6 |   |         |
| 2 | Áo · Pháp          | Dominic Thiem Benoît Paire                                                       | 6 1        | 0   |   | bỏ cuộc |
| 3 | Áo · Pháp          | Philipp Oswald / Tristan-Samuel Weissborn Nicolas Mahut / Édouard Roger-Vasselin | 3 6        | 3 6 |   |         |

Chú thích: Theo quy định của ATP Cup, trận đấu bỏ cuộc không được tính vào tỷ lệ phần trăm của sets và games.

### Bảng D
| Vị trí | Quốc gia  | Thành tích | Trận | Sets | S %  | Games | G %  |
| ------ | --------- | ---------- | ---- | ---- | ---- | ----- | ---- |
| 1      | Nga       | 2–0        | 4–2  | 9–4  | 69.2 | 68–45 | 60.2 |
| 2      | Argentina | 1–1        | 4–2  | 8–5  | 61.5 | 67–56 | 54.5 |
| 3      | Nhật Bản  | 0–2        | 1–5  | 3–11 | 21.4 | 42–76 | 35.6 |

#### Nga vs. Argentina
| · Nga · 2 | 2 tháng 2 năm 2021 | 2 tháng 2 năm 2021                                                | · Argentina · 1 |      |   |  |
| \| \| \| \| 1 \| 2 \| 3 \| \| \| - \| \| ----------------------------------------------------------------- \| --- \| ---- \| - \| \| \| 1 \| \| Andrey Rublev Guido Pella \| 6 1 \| 6 2 \| \| \| \| 2 \| \| Daniil Medvedev Diego Schwartzman \| 7 5 \| 6 3 \| \| \| \| 3 \| \| Aslan Karatsev / Andrey Rublev Máximo González / Horacio Zeballos \| 4 6 \| 64 7 \| \| \| |                    |                                                                   |                 |      |   |  |
| |                    |                                                                   | 1               | 2    | 3 |  |
| 1 | Nga · Argentina    | Andrey Rublev Guido Pella                                         | 6 1             | 6 2  |   |  |
| 2 | Nga · Argentina    | Daniil Medvedev Diego Schwartzman                                 | 7 5             | 6 3  |   |  |
| 3 | Nga · Argentina    | Aslan Karatsev / Andrey Rublev Máximo González / Horacio Zeballos | 4 6             | 64 7 |   |  |

#### Nga vs. Nhật Bản
| · Nga · 2 | 3 tháng 2 năm 2021 | 3 tháng 2 năm 2021                                                 | · Nhật Bản · 1 |     |           |  |
| \| \| \| \| 1 \| 2 \| 3 \| \| \| - \| \| ------------------------------------------------------------------ \| --- \| --- \| --------- \| \| \| 1 \| \| Andrey Rublev Yoshihito Nishioka \| 6 1 \| 6 3 \| \| \| \| 2 \| \| Daniil Medvedev Kei Nishikori \| 6 2 \| 6 4 \| \| \| \| 3 \| \| Evgeny Donskoy / Aslan Karatsev Ben McLachlan / Yoshihito Nishioka \| 6 4 \| 3 6 \| [10] [12] \| \| |                    |                                                                    |                |     |           |  |
| |                    |                                                                    | 1              | 2   | 3         |  |
| 1 | Nga · Nhật Bản     | Andrey Rublev Yoshihito Nishioka                                   | 6 1            | 6 3 |           |  |
| 2 | Nga · Nhật Bản     | Daniil Medvedev Kei Nishikori                                      | 6 2            | 6 4 |           |  |
| 3 | Nga · Nhật Bản     | Evgeny Donskoy / Aslan Karatsev Ben McLachlan / Yoshihito Nishioka | 6 4            | 3 6 | [10] [12] |  |

#### Argentina vs. Nhật Bản
| · Argentina · 3 | 6 tháng 2 năm 2021   | 6 tháng 2 năm 2021                                                  | · Nhật Bản · 0 |      |     |  |
| \| \| \| \| 1 \| 2 \| 3 \| \| \| - \| \| ------------------------------------------------------------------- \| --- \| ---- \| --- \| \| \| 1 \| \| Guido Pella Yoshihito Nishioka \| 6 3 \| 7 64 \| \| \| \| 2 \| \| Diego Schwartzman Kei Nishikori \| 6 1 \| 64 7 \| 6 0 \| \| \| 3 \| \| Máximo González / Horacio Zeballos Toshihide Matsui / Ben McLachlan \| 6 2 \| 6 2 \| \| \| |                      |                                                                     |                |      |     |  |
| |                      |                                                                     | 1              | 2    | 3   |  |
| 1 | Argentina · Nhật Bản | Guido Pella Yoshihito Nishioka                                      | 6 3            | 7 64 |     |  |
| 2 | Argentina · Nhật Bản | Diego Schwartzman Kei Nishikori                                     | 6 1            | 64 7 | 6 0 |  |
| 3 | Argentina · Nhật Bản | Máximo González / Horacio Zeballos Toshihide Matsui / Ben McLachlan | 6 2            | 6 2  |     |  |

## Vòng đấu loại trực tiếp

### Sơ đồ
|  | Bán kết | Bán kết     | Bán kết |   |   | Chung kết | Chung kết | Chung kết |  |
|  |         |             |         |   |   |           |           |           |  |
|  | 6       | Đức         | 1       |   |   |           |           |           |  |
|  | 6       | Đức         | 1       |   |   |           |           |           |  |
|  | 4       | Nga         | 2       |   |   |           |           |           |  |
|  | 4       | Nga         | 2       |   | 4 | Nga       | 2         |           |  |
|  |         |             |         |   | 4 | Nga       | 2         |           |  |
|  |         |             | 8       | Ý | 0 |           |           |           |  |
|  | 8       | Ý           | 8       | Ý | 0 | 3         |           |           |  |
|  | 8       | Ý           |         |   |   |           |           |           |  |
|  | 2       | Tây Ban Nha | 0       |   |   |           |           |           |  |

### Bán kết

#### Đức vs. Nga
| · Đức · 1 | 6 tháng 2 năm 2021 | 6 tháng 2 năm 2021                                                  | · Nga · 2 |      |     |  |
| \| \| \| \| 1 \| 2 \| 3 \| \| \| - \| \| ------------------------------------------------------------------- \| --- \| ---- \| --- \| \| \| 1 \| \| Jan-Lennard Struff Andrey Rublev \| 6 3 \| 1 6 \| 2 6 \| \| \| 2 \| \| Alexander Zverev Daniil Medvedev \| 6 3 \| 3 6 \| 5 7 \| \| \| 3 \| \| Kevin Krawietz / Jan-Lennard Struff Evgeny Donskoy / Aslan Karatsev \| 6 3 \| 7 62 \| \| \| |                    |                                                                     |           |      |     |  |
| |                    |                                                                     | 1         | 2    | 3   |  |
| 1 | Đức · Nga          | Jan-Lennard Struff Andrey Rublev                                    | 6 3       | 1 6  | 2 6 |  |
| 2 | Đức · Nga          | Alexander Zverev Daniil Medvedev                                    | 6 3       | 3 6  | 5 7 |  |
| 3 | Đức · Nga          | Kevin Krawietz / Jan-Lennard Struff Evgeny Donskoy / Aslan Karatsev | 6 3       | 7 62 |     |  |

#### Ý vs. Tây Ban Nha
| · Ý · 3 | 6 tháng 2 năm 2021 | 6 tháng 2 năm 2021                                                        | · Tây Ban Nha · 0 |     |     |     |
| \| \| \| \| 1 \| 2 \| 3 \| \| \| - \| \| ------------------------------------------------------------------------- \| --- \| --- \| --- \| --- \| \| 1 \| \| Fabio Fognini Pablo Carreño Busta \| 6 2 \| 1 6 \| 6 4 \| \| \| 2 \| \| Matteo Berrettini Roberto Bautista Agut \| 6 3 \| 7 5 \| \| \| \| 3 \| \| Simone Bolelli / Andrea Vavassori Pablo Carreño Busta / Marcel Granollers \| \| \| \| w/o \| |                    |                                                                           |                   |     |     |     |
| |                    |                                                                           | 1                 | 2   | 3   |     |
| 1 | Ý · Tây Ban Nha    | Fabio Fognini Pablo Carreño Busta                                         | 6 2               | 1 6 | 6 4 |     |
| 2 | Ý · Tây Ban Nha    | Matteo Berrettini Roberto Bautista Agut                                   | 6 3               | 7 5 |     |     |
| 3 | Ý · Tây Ban Nha    | Simone Bolelli / Andrea Vavassori Pablo Carreño Busta / Marcel Granollers |                   |     |     | w/o |

### Chung kết

#### Nga vs. Ý
| · Nga · 2 | 7 tháng 2 năm 2021 | 7 tháng 2 năm 2021                                                | · Ý · 0 |     |   |            |
| \| \| \| \| 1 \| 2 \| 3 \| \| \| - \| \| ----------------------------------------------------------------- \| --- \| --- \| - \| ---------- \| \| 1 \| \| Andrey Rublev Fabio Fognini \| 6 1 \| 6 2 \| \| \| \| 2 \| \| Daniil Medvedev Matteo Berrettini \| 6 4 \| 6 2 \| \| \| \| 3 \| \| Evgeny Donskoy / Aslan Karatsev Simone Bolelli / Andrea Vavassori \| \| \| \| không chơi \| |                    |                                                                   |         |     |   |            |
| |                    |                                                                   | 1       | 2   | 3 |            |
| 1 | Nga · Ý            | Andrey Rublev Fabio Fognini                                       | 6 1     | 6 2 |   |            |
| 2 | Nga · Ý            | Daniil Medvedev Matteo Berrettini                                 | 6 4     | 6 2 |   |            |
| 3 | Nga · Ý            | Evgeny Donskoy / Aslan Karatsev Simone Bolelli / Andrea Vavassori |         |     |   | không chơi |